# Ligne Keihan Ōtō
La ligne Keihan Ōtō (京阪鴨東線, Keihan Ōtō-sen) est une ligne ferroviaire du réseau Keihan à Kyoto au Japon. Elle relie la gare de Sanjō à celle de Demachiyanagi. La ligne prolonge la ligne principale Keihan.

## Histoire
La ligne est inaugurée le 5 octobre 1989.

## Caractéristiques

### Ligne
La ligne est entièrement en souterrain.
- Écartement : 1 435 mm
- Alimentation : 1 500 V par caténaire
- Vitesse maximale : 90 km/h

### Interconnexion
Tous les trains continuent sur la ligne principale Keihan à Sanjō.

### Liste des gares
| Numéro | Gare              | Nom japonais | Distance depuis Sanjō (km) | Correspondances                                                          | Localisation          | Localisation |
| ------ | ----------------- | ------------ | -------------------------- | ------------------------------------------------------------------------ | --------------------- | ------------ |
| KH40   | Sanjō             | 三条         | 0                          | Keihan : Keihan (interconnexion) Métro de Kyoto : Tōzai (à Sanjō Keihan) | Higashiyama-ku, Kyoto |              |
| KH41   | Jingū-Marutamachi | 神宮丸太町   | 1,0                        |                                                                          | Sakyō-ku, Kyoto       |              |
| KH42   | Demachiyanagi     | 出町柳       | 2,3                        | Eiden : Eizan                                                            | Sakyō-ku, Kyoto       |              |